# Valor C
O valor C trata-se da quantidade de DNA do genoma haplóide de um organismo, não replicado. Ele pode ser medido em picogramas (pg) ou mega pares de base (Mpb) e sua quantificação do DNA pode ser útil em diversos campos da ciência, complementando a contagem de cromossomos. O valor C (de constante ou específico) é constante para cada espécie, podendo mudar apenas em eventos como alterações ou amplificações gênicas. 

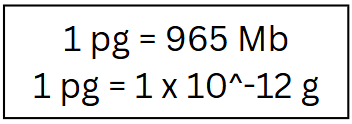
Dados de conversão de picogramas e mega pares de base.

## Paradoxo do Valor C
O paradoxo do valor C diz respeito a ausência de relação direta entre a quantidade de DNA e a complexidade dos organismos, visto que, tendenciosamente, assume-se que espécies mais complexas teriam um alto valor c, ou seja, maior genoma. 
É perceptível que, nos eucariotos, organismos os quais assumimos como mais complexos, o tamanho do genoma não prediz número de genes, pois, o genoma completo desses indivíduos é composto por extensos trechos sem gene, como: os íntrons, regiões intergênicas ou regiões repetitivas. Apesar disso, a complexidade e diversidade dos organismos eucariotos pode ser explicada pelas diferentes combinações formadas a partir do splicing alternativo. 
Já em organismos procariotos, em que, a maior parte do genoma é codificada, composta por genes, pode-se dizer que o tamanho do genoma prediz o número de genes.  
Assim, conclui-se que, dentro dos eucariotos o valor C não apresenta uma relação direta com a complexidade do organismo, mas, pode-se assumir que organismo eucariotos apresentam maior valor C quando comparados com os procariotos.  

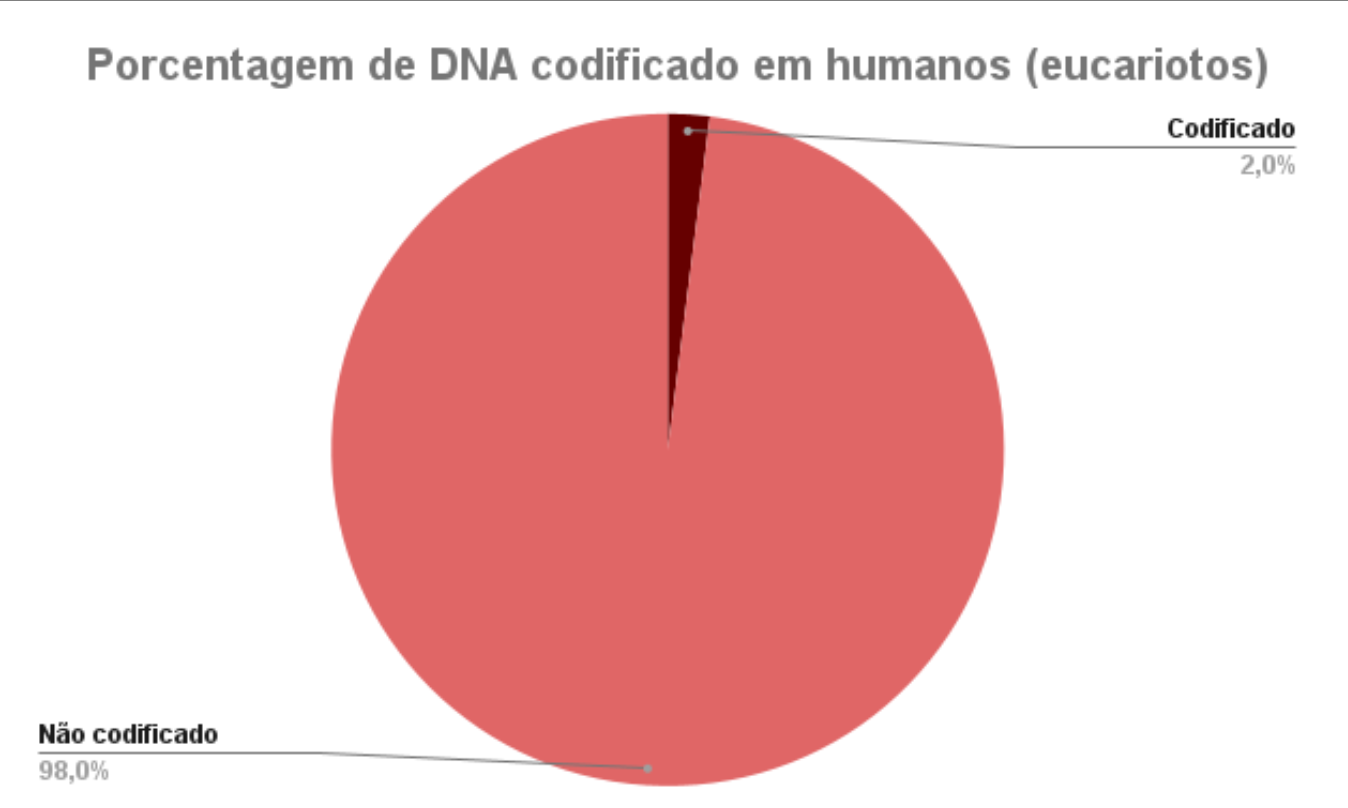
Porcentagem de DNA codificado em humanos (eucariotos).

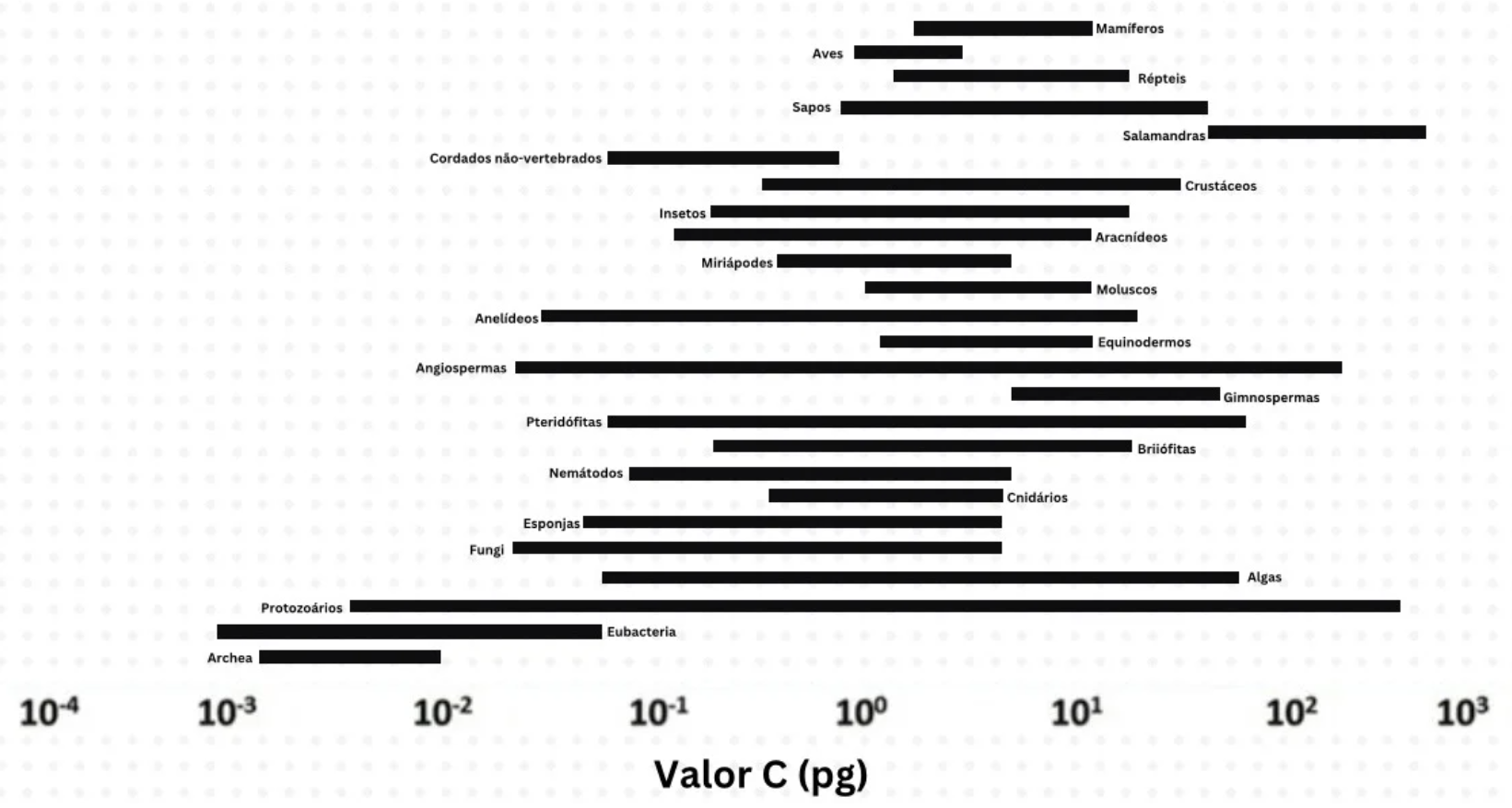
Gráfico apresentando a quantidade de valor c em diferentes organismos.

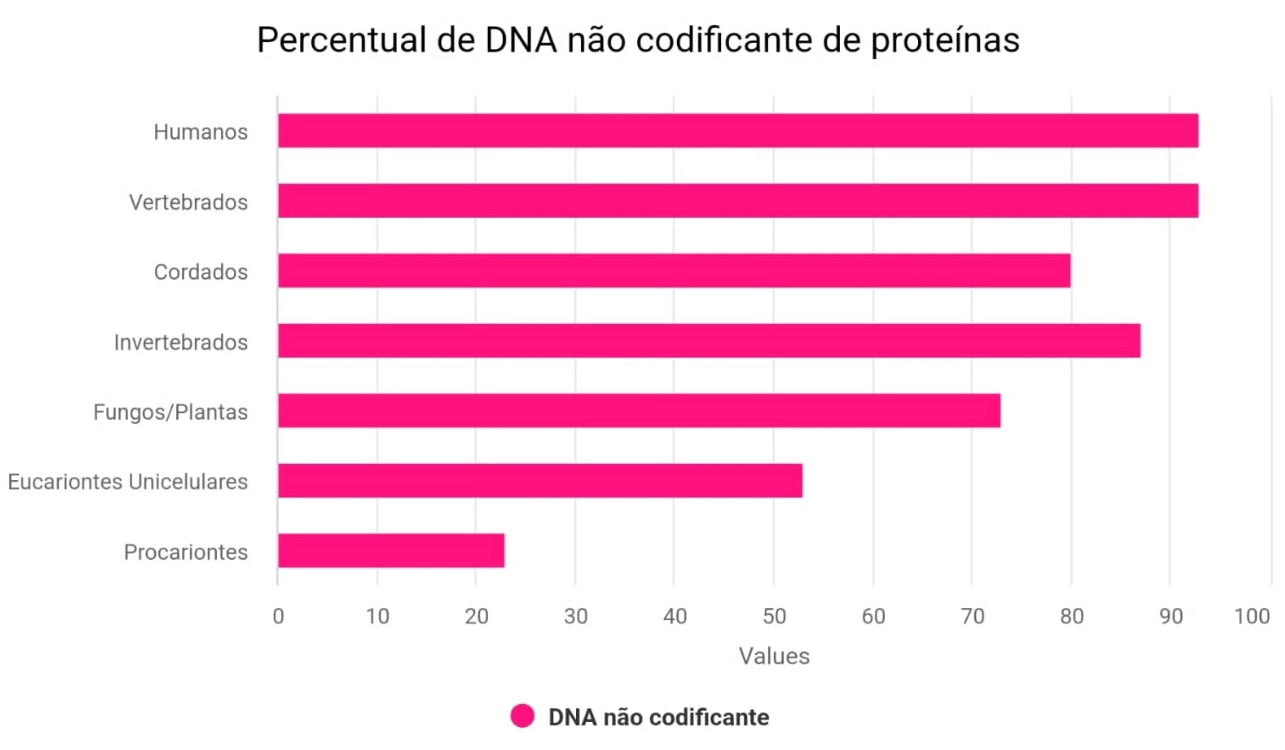
Gráfico apresentando as quantidades de DNA não codificante nas proteínas de determinados organismos.

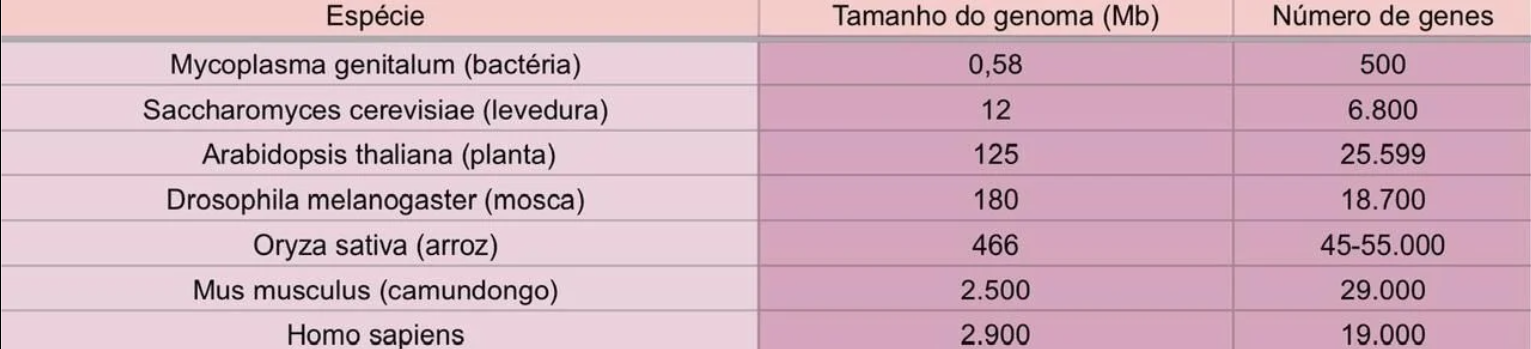
Tabela relacionando a espécie com o tamanho do genoma (em mega pares de base) e número de genes.

## Técnicas
A prática de determinação do valor C pode ser feita por meio de diversas técnicas, por meio da coloração do DNA e da exposição dele a uma fonte de luz, analisando suas propriedades ópticas a partir da intensidade da luz emitida. Na técnica da microdensitometria por Feulgen, a amostra é analisada após a coloração pelo corante Feulgen, examinada sob um microscópio e, com um auxílio de um microdensitômetro (detecta a densidade óptica) a análise é feita, sendo que: a intensidade da cor é proporcional à quantidade de DNA presente em uma célula ou área de interesse, quantificando o DNA. 

## História
Cerca de 1950, vários estudos passaram a utilizar a expressão "classes de DNA" para descrever a quantidade de DNA em células com diferentes níveis de ploidia. Uma métrica derivada dessas pesquisas, empregada para medir a quantidade de DNA em um núcleo haploide, ficou popularmente conhecida como "valor C".
Em 1951, uma pesquisa feita por Mirsky e Ris analisou o conteúdo de DNA em células de animais e revelou o Paradoxo do Valor C, que indicava que a complexidade dos organismos não estava ligada ao tamanho do genoma ou à quantidade de genes. Com a revelação de que uma grande porção do DNA em organismos eucarióticos consiste em sequências não codificadoras, pareceu que o enigma do valor-C tinha sido parcialmente resolvido. Mesmo assim, a discussão sobre o assunto persistiu durante a segunda parte do século XX, trazendo à tona novas questões sobre o desenvolvimento do genoma.
Em suas publicações recentes, TR Gregory argumentou que a evolução do tamanho do genoma é mais bem caracterizada como um enigma complexo, conhecido como Enigma do Valor C. Para resolver esse enigma, é crucial abordar questões como: (1) variação do tamanho do genoma em diferentes taxas; (2) quantidade, tipo e distribuição de DNA não-codificador em organismos diversos; (3) mecanismos de perda e ganho de DNA ao longo do tempo; e (4) a função do DNA não-codificador.
Nos últimos anos do século XX, surgiram novas técnicas para examinar proteínas, DNA e RNA, resultando em uma grande quantidade de dados que possibilitou aos pesquisadores investigarem organismos, células e suas moléculas em detalhes.

## Aplicação na prática
Uma das contribuições do valor C pode ser visualizada, por exemplo, em pesquisas realizadas a fim de quantifica-lo e descobrir informações importantes sobre o genoma do peixe Galaxias platei, da família Galaxiidae, e depois comparar os dados obtidos com outras espécies da mesma família e estuda-los mais profundamente e aumentar a gama de conhecimento genômico existente para o gênero Galaxias e para a família Galaxiidae.

## Curiosidade
Em 2001 foi criado um banco de dados contendo informações sobre os genomas de 12.273 espécies de plantas para ajudar/facilitar pesquisas e análises sobre esse reino (10.770 dados de Angiospermas; 421 dados de Gimnospermas; 303 dados de Pteridófitas, 334 dados de Briófitas e 445 dados da família Algae). As pesquisas podem ser feitas usando todos os materiais presentes no banco de dados ou o usuário pode limitar a pesquisa a níveis específicos ou sobre certos critérios, o banco traz a novidade de “caixas de taxonomia inteligentes” que tentam prever e adiantar o “pensamento” do usuário. Apesar dos nomes originais de publicação serem mantidos, são os mais recentes que prevalecem, entretanto quando houver mais de uma informação sobre o mesmo dado será exibido o principal (aquele que possuir o valor mais consistente obtido), porém ainda sim o usuário poderá escolher acessar todos os dados presentes no banco - alterando o parâmetro de pesquisa para "exibir todas as estimativas”.